# Verschollenes Buch
Ein verschollenes Buch ist ein Buch, dessen Existenz sich nur noch aus Sekundärüberlieferungen erschließt. Es ist also nicht mehr verfügbar oder nur fragmentarisch erhalten. Gründe dafür können Bibliotheksbrände, das Alter, aber auch Bücherverbrennungen oder anderweitige Büchervernichtungen sein.
Beispiele sind das Ende der Bibliothek von Alexandria oder die umfangreichen Bücherverluste in der Spätantike. Durch den Überlieferungsverlust der antiken griechischen und lateinischen Literatur ist die Anzahl der erhalten gebliebenen Werke äußerst gering. Aber auch später gab es noch Zerstörungen, zum Beispiel infolge kirchlicher Bücherverbote oder während des  Dreißigjährigen Krieges.